# Stypommisa maruccii
Stypommisa maruccii är en tvåvingeart som först beskrevs av David Fairchild 1947.  Stypommisa maruccii ingår i släktet Stypommisa och familjen bromsar. Inga underarter finns listade i Catalogue of Life.